# جيمس ماكنتاير (سياسي)
جيمس ماكنتاير هو محامي وسياسي أمريكي، ولد في 25 مايو 1930 في كوينسي في الولايات المتحدة، وتوفي في 7 مارس 1984. انتخب عضو مجلس ولاية ماساتشوستس ‏ عن دائرة Massachusetts Senate's 1st Norfolk district ‏ وانتخب عضو مجلس نواب ماساتشوستس ‏.